# 최형심
최형심(1971년 ~ )은 대한민국의 시인이다. 동화작가와 소설가로도 활동하고 있다. 1971년 부산에서 태어나, 서울대학교 외교학과를 졸업하고 동대학원에서 법학박사과정을 수료한 후 2008년 《현대시》에 시를 발표하며 작품 활동을 시작했다. 2009년에는 아동문예문학상을, 2012년에는 한국소설신인상 2022년 포엠포엠 제6회 <한유성문학상>
을 수상했다.

## 약력
2008년 《현대시》신인추천작품상에 당선되어 작품 활동을 시작했다. 2006년부터 2009년까지 '젊은 시인들' 동인으로 활동했다. 현재 현대시학 운영위원이다.